# 関屋心
関屋 心（せきや こころ、2000年7月22日 - ）は、福岡県出身の日本のプロバスケットボール選手。ポジションはポイントガード。B.LEAGUEレギュラーシーズン2023-24シーズンより岩手ビッグブルズに所属している。

## 来歴
2016年、飛龍高等学校に進学（背番号：9）。2年次のウインターカップ2017でベスト8となる。
2019年、白鷗大学に進学（背番号：0）。3年次の第73回全日本大学バスケットボール選手権大会で優勝。4年次の第74回全日本大学バスケットボール選手権大会では準優勝となり、優秀選手賞、MIPを受賞した。在学中にはU22日本代表にも選出された。
2023年、岩手ビッグブルズに入団（背番号：0）。2023-24シーズンは、B2リーグで52試合に出場、そのうち31試合で先発出場。2024年3月9日の青森ワッツ戦では、29得点のキャリアハイを記録した。
2024-25シーズンはB3での戦いとなった。シーズン前半はけがによる欠場があったが、復帰2戦目となる2025年1月26日のトライフープ岡山戦では、17得点の活躍をしたほか、第2Q終了間際には、バックコートフリースローライン付近からの、20m超スローをリングに沈めた。惜しくもブザー後でノーカウントであったが、圧倒的な存在感を示した。

岩手ビッグブルズはプレーオフに進み、2025年4月27日のクォーターファイナル岐阜スゥープス戦では、19得点の活躍で勝利に貢献した。チームはその後、3位決定戦に勝利し、B2昇格を果たした。

2025年5月24日、チーム公式YouTubeチャンネルの生配信において、来シーズンの契約継続を発表した。

## 経歴
飛龍高 - 白鷗大 - 岩手ビッグブルズ（2023年～）

## 個人成績
| シーズン | チーム | GP | GS | MPG   | FG%  | 3P%  | FT%  | RPG | APG | SPG | BPG | TO  | PPG  |
| -------- | ------ | -- | -- | ----- | ---- | ---- | ---- | --- | --- | --- | --- | --- | ---- |
| 2023-24  | 岩手   | 52 | 31 | 22.52 | .399 | .327 | .659 | 1.4 | 2.5 | 0.6 | 0.1 | 1.5 | 10.2 |
| 2024-25  | 岩手   | 16 | 8  | 21.26 | .443 | .261 | .581 | 2.3 | 2.8 | 0.8 | 0.1 | 1.3 | 7.8  |

## その他
2024-25シーズンのホームアリーナの試合では、第2Qのオフィシャルタイムアウトの際に、nobodyknows+のココロオドルに合わせてチアとブースターが躍り、声援を送った。
2025年2月25日発売の、岩手スポーツマガジン「Standard」で表紙を飾り、バスケットボール特集の巻頭記事に掲載された。